# Roberto Pavoni
Roberto Pavoni (ur. 22 marca 1991 w Harold Wood, London Borough of Havering) – brytyjski pływak specjalizujący się w stylu zmiennym i motylkowym, wicemistrz Europy.

## Życiorys
Roberto Pavoni urodził się 22 marca 1991 w Harold Wood w London Borough of Havering w Wielkiej Brytanii. Swoją karierę sportową jako pływak rozpoczął w 2009 roku w wieku 18 lat, występując po raz pierwszy na Mistrzostwach Europy Juniorów w pływaniu w Pradze w Czechach jako reprezentant Wielkiej Brytanii, zdobywając złoty medal w konkurencji 400 m stylem zmiennym.
Trzy lata później wziął udział w igrzyskach olimpijskich w Londynie w Wielkiej Brytanii, zajmując 13. miejsce na dystansie 400 m stylem zmiennym. Na 200 m stylem motylkowym był dwudziesty.
Rok później pojawił się na mistrzostwach świata w Barcelonie w Hiszpanii i uplasował się na dziewiątej pozycji w konkurencji 400 m stylem zmiennym. Na dystansie dwukrotnie krótszym zajął 11. miejsce, a na 200 m stylem motylkowym został sklasyfikowany na 16. pozycji.
W 2014 roku wystąpił na mistrzostwach Europy w Berlinie w Niemczech, zdobywając srebrny medal w konkurencji 400 m stylem zmiennym oraz brązowy na 200 m stylem zmiennym.
Pavoni uczęszczał do szkoły St. Helen's Catholic Primary School w Brentwood w hrabstwie Essex i uczył się pływania w szkolnym basenie.